# 靳忠
靳忠，元朝将领，深州静安人。
靳忠以才勇被阿朮所知，提拔为帐下亲军。参与樊城之战、沙洋、新城之战，摄行军百户。至元十二年（1275年）二月，击败南宋殿帅孙虎臣，夺其乘船。破常州后，以功授管军百户。平宋后，伯颜命他为管军千户，佩银符。参与讨伐建宁黄华，亲自杀死黄朝奉、王拔都，擒获骁将陈统制。行省赐给他两个白金碗。伯颜推荐他为武略将军、邓州翼管军下千户。靳忠礼敬贤士，恂恂有儒者风。他将闽浙被俘为奴的良民，散归乡里，这些人为他作斋祠祈福。至元二十一年（1284年），跟随忙古台入朝，赐金符，擢升为中千户。枢密院定兵制，改为下千户。其后去世。